# 刘楚佩
刘楚佩（？—？），是南朝宋孝武帝刘骏的三女儿，王宪嫄的二女儿，姐姐为山阴公主刘楚玉，两个弟弟是前废帝刘子业、豫章王刘子尚，还有两个妹妹刘楚琇、刘脩明，其中刘楚琇早亡，她后来嫁给了义兴太守王莹。
王莹字奉光，是琅琊临沂人，父亲为王懋，祖父是王偃，祖母是王宪嫄的母亲吴兴长公主刘荣男，公主去世后，谥号为康哀。